# NGC 4419
NGC 4419 (również PGC 40772 lub UGC 7551) – galaktyka spiralna z poprzeczką (SBa), znajdująca się w gwiazdozbiorze Warkocza Bereniki. Odkrył ją William Herschel 8 kwietnia 1784 roku. Jest to galaktyka z aktywnym jądrem typu LINER. Należy do Gromady w Pannie.
W galaktyce tej zaobserwowano supernowe SN 1984A i SN 2012 cc.